# Butternut (Wisconsin)
Butternut ist eine Ortschaft (mit dem Status „Village“) im Ashland County im US-amerikanischen Bundesstaat Wisconsin. Im Jahr 2010 hatte Butternut 375 Einwohner.

## Geografie
Butternut liegt im Norden Wisconsins, etwa 50 km südlich des Oberen Sees, des größten der fünf Großen Seen. Die geografischen Koordinaten von Butternut sind 46°00′50″ nördlicher Breite und 90°29′41″ westlicher Länge. Das Stadtgebiet erstreckt sich über eine Fläche von 4,17 km². 
Benachbarte Orte von Butternut sind Park Falls (11,4 km südwestlich) und Glidden (16,4 km nordnordwestlich).
Die nächstgelegenen größeren Städte sind Green Bay (331 km südöstlich), Eau Claire (222 km südwestlich), Minnesotas größte Stadt Minneapolis (317 km westsüdwestlich), Duluth in Minnesota (188 km nordwestlich) und Thunder Bay in der kanadischen Provinz Ontario (492 km nordnordöstlich).
Die Grenze zu Kanada befindet sich rund 400 km nördlich.

## Verkehr
Der State Trunk Highway 13 führt in Nord-Süd-Richtung als Hauptstraße durch Butternut. Alle weiteren Straßen sind untergeordnete Landstraßen, teils unbefestigte Fahrwege oder innerörtliche Verbindungsstraßen.
Durch Butternut verläuft eine Eisenbahnstrecke der früheren Wisconsin Central, die heute zur Canadian National Railway gehört.
Mit dem Park Falls Municipal Airport befindet sich 13,5 km südöstlich ein kleiner Flugplatz. Die nächstgelegenen Verkehrsflughäfen sind der Central Wisconsin Airport in Wausau (200 km südsüdöstlich) und der Duluth International Airport (197 km nordwestlich) sowie der größere Minneapolis-Saint Paul International Airport (349 km südwestlich).

## Bevölkerung
Nach der Volkszählung im Jahr 2010 lebten in Butternut 375 Menschen in 180 Haushalten. Die Bevölkerungsdichte betrug 89,9 Einwohner pro Quadratkilometer. In den 180 Haushalten lebten statistisch je 2,08 Personen. 
Ethnisch betrachtet setzte sich die Bevölkerung zusammen aus 94,1 Prozent Weißen sowie 2,7 Prozent amerikanischen Ureinwohnern; 0,3 Prozent (eine Person) aus anderen ethnischen Gruppen. 2,9 Prozent stammten von zwei oder mehr Ethnien ab. Unabhängig von der ethnischen Zugehörigkeit waren 1,1 Prozent der Bevölkerung spanischer oder lateinamerikanischer Abstammung. 
22,9 Prozent der Bevölkerung waren unter 18 Jahre alt, 60,3 Prozent waren zwischen 18 und 64 und 16,8 Prozent waren 65 Jahre oder älter. 49,9 Prozent der Bevölkerung war weiblich.

Das mittlere jährliche Einkommen eines Haushalts lag bei 32.708 USD. Das Pro-Kopf-Einkommen betrug 21.263 USD. 17,6 Prozent der Einwohner lebten unterhalb der Armutsgrenze.